# Florentin Petre
Florentin Petre (Bucarest, 15 gennaio 1976) è un ex calciatore rumeno, di ruolo centrocampista, tecnico in seconda della Dinamo Bucarest.

## Palmarès

### Club

#### Competizioni nazionali
- Campionato rumeno: 3

Dinamo Bucarest: 1999-2000, 2001-2002, 2003-2004
- Coppa di Romania: 5

Dinamo Bucarest: 1999-2000, 2000-2001, 2002-2003, 2003-2004, 2004-2005
- Supercoppa di Romania: 1

Dinamo Bucarest: 2005
- Supercoppa di Bulgaria: 1

CSKA Sofia: 2006
- Campionato bulgaro: 1

CSKA Sofia: 2007-2008